# Chris Owen
 Christopher „Chris” Owen (ur. 25 września 1980 w Michigan) – amerykański aktor i fotograf, znany głównie z roli Chucka „Sherminatora” Shermana z filmów American Pie, czyli sprawa dowCipna, American Pie 2 i American Pie: Wakacje.
Owen jako małe dziecko przeprowadził się wraz z rodzicami do Kalifornii. Karierę aktorską zaczynał w filmach Szczeniackie wojsko oraz Cała ona.
Swoje główne role Chris zagrał po swoim występie w American Pie. Od 2000 zagrał m.in. w filmach Wieczny student, Szalony akademik oraz Udawać Greka. W ostatnich latach pojawił się m.in. filmach Moja droga Wendy i Mgła. Chris gra głównie ofermowatych bohaterów, będącego obiektem drwin swoich rówieśników, przez co jego role są dobrze rozpoznawalne.

## Filmografia
- 1995 – Szczeniackie wojsko
- 1998 – Szalona impreza
- 1999 – Cała ona
- 1999 – American Pie, czyli sprawa dowCipna
- 2001 – American Pie 2
- 2002 – Wieczny student
- 2003 – Szalony akademik
- 2005 – American Pie: Wakacje
- 2005 – Moja droga Wendy
- 2007 – Mgła
- 2012 – American Pie: Zjazd absolwentów